# 拉特考 (匈牙利)
拉特考，是匈牙利包尔绍德-奥包乌伊-曾普伦州所辖的一个村。总面积11.77平方公里，总人口967，人口密度82.2人/平方公里（2011年1月1日）。